# Canoagem nos Jogos Pan-Americanos de 2015 - K-1 slalom feminino
A competição do K-1 slalom feminino foi um dos eventos da canoagem nos Jogos Pan-Americanos de 2015. Foi disputada na Minden Wild Water Preserve, em Minden, nos dias 18 e 19 de julho.

## Calendário
Horário local (UTC-4).
| Data        | Horário | Fase      |
| ----------- | ------- | --------- |
| 18 de julho | 14:17   | Baterias  |
| 19 de julho | 14:51   | Semifinal |
| 19 de julho | 17:49   | Final     |

## Medalhistas
| Ouro   | CAN Jazmyne Denhollander |
| Prata  | BRA Ana Sátila           |
| Bronze | USA Ashley Nee           |

## Resultados

### Baterias
| Colocação | Canoísta               | Nacionalidade      | Bateria 1 | Bateria 1 | Bateria 1 | Bateria 2 | Bateria 2 | Bateria 2 | Melhor tempo | Notas |
| Colocação | Canoísta               | Nacionalidade      | Tempo     | Pen.      | Total     | Tempo     | Pen.      | Total     | Melhor tempo | Notas |
| --------- | ---------------------- | ------------------ | --------- | --------- | --------- | --------- | --------- | --------- | ------------ | ----- |
| 1         | Ana Sátila             | BRA Brasil         | 94.14     | 0         | 94.14     | 106.06    | 6         | 112.06    | 94.14        | Q     |
| 2         | Ashley Nee             | USA Estados Unidos | 97.71     | 2         | 99.71     | 93.58     | 52        | 145.58    | 99.71        | Q     |
| 3         | Jazmyne Denhollander   | CAN Canadá         | 98.07     | 2         | 100.07    | 99.03     | 6         | 105.03    | 100.07       | Q     |
| 4         | Maria Luz Cassini      | ARG Argentina      | 110.51    | 0         | 110.51    | 114.90    | 106       | 220.90    | 110.51       | Q     |
| 5         | Sofía Reinoso          | MEX México         | 137.22    | 50        | 187.22    | 127.96    | 56        | 183.96    | 183.96       | Q     |
| 6         | Siranush Mamed Paredes | VEN Venezuela      | 171.96    | 24        | 195.96    | 219.53    | 360       | 579.53    | 195.96       | Q     |
| 7         | Ana Fernández          | PAR Paraguai       | 188.20    | 206       | 394.20    | 999.99    |           | DNS       | 394.20       | Q     |
| 8         | Maritza Gajardo        | CHI Chile          | 255.58    | 308       | 563.58    | 221.72    | 212       | 433.72    | 433.72       |       |

### Semifinal
| Colocação | Canoísta               | Nacionalidade      | Tempo  | Pen. | Total  | Notas |
| --------- | ---------------------- | ------------------ | ------ | ---- | ------ | ----- |
| 1         | Ashley Nee             | USA Estados Unidos | 96.59  | 2    | 98.59  | Q     |
| 2         | Ana Sátila             | BRA Brasil         | 99.43  | 2    | 101.43 | Q     |
| 3         | Jazmyne Denhollander   | CAN Canadá         | 111.42 | 4    | 115.42 | Q     |
| 4         | Maria Luz Cassini      | ARG Argentina      | 132.77 | 10   | 142.77 | Q     |
| 5         | Sofía Reinoso          | MEX México         | 141.20 | 12   | 153.20 | Q     |
| 6         | Ana Fernández          | PAR Paraguai       | 160.98 | 110  | 270.98 | Q     |
| 7         | Siranush Mamed Paredes | VEN Venezuela      | 155.65 | 664  | 819.65 |       |

### Final
| Colocação         | Canoísta             | Nacionalidade      | Tempo  | Pen. | Total  | Notas |
| ----------------- | -------------------- | ------------------ | ------ | ---- | ------ | ----- |
| Medalha de ouro   | Jazmyne Denhollander | CAN Canadá         | 97.92  | 0    | 97.92  |       |
| Medalha de prata  | Ana Sátila           | BRA Brasil         | 97.94  | 0    | 97.94  |       |
| Medalha de bronze | Ashley Nee           | USA Estados Unidos | 97.95  | 0    | 97.95  |       |
| 4                 | Maria Luz Cassini    | ARG Argentina      | 119.29 | 4    | 123.29 |       |
| 5                 | Sofía Reinoso        | MEX México         | 133.34 | 2    | 135.34 |       |
| 6                 | Ana Fernández        | PAR Paraguai       | 999.99 |      | DNF    |       |